# 成都市树德实验中学
成都市树德实验中学是一所位于四川成都市青羊区东马棚街的著名公立全日制初级中学。学校前身是1935年成立的成都省立女子中学，校本部地处东马棚街。1996年与成都市树德中学联合举办“成都市树德实验中学”进行办学体制改革试点，曾是一所实行“公办民助”的学校；2009年后回归公办体制。现有本部、东区、西区共3个校区。进入该校学生很多以升入树德中学为目标，中考重点率也在成都名列前茅。树德实验中学与树德中学联合组建有民乐团。

## 校训
德馨才实 广能广才

## 历史
- 1935年成都省立女子中学成立。
- 1949年更名为成都市第一中学。
- 1996年改制为树德实验中学，实行公办民助体制，即保留公立学校地位，但政府只拨款3年，3年后资金由学校自筹。
- 2006年庆祝10周年校庆。
- 2008年因地震影響，本部校舍原地翻建。
- 2009年回归公办体制，完全由政府拨款。

## 校刊
- 《银杏》